# Cyptonychia dulcita
Cyptonychia dulcita là một loài bướm đêm trong họ Noctuidae.